# Secusio deilemera
Secusio deilemera es una polilla del género Secusio, subfamilia Arctiinae. Fue descrita por Strand en 1909.
 Se encuentra en Angola, la República Democrática del Congo, Sudáfrica y Uganda.